# سليمان حافظ المصري
سليمان حافظ المصري (مواليد 1941) هو اقتصادي وسياسي أردني عمل في مناصب مختلفة في حكومات مختلفة في الأردن، منها منصب وزير المالية.

## النشأة والتعليم
ولد حافظ عام 1941. حصل على بكالوريوس التجارة من جامعة بيروت العربية فرع جامعة الإسكندرية في مصر عام 1968.

## الحياة المهنية
شغل حافظ مناصب عامة مختلفة، بما في ذلك رئيس مفوض لهيئة تنظيم الكهرباء، وعضو مجلس إدارة في العديد من المنظمات مثل الملكية الأردنية، وشركة الكهرباء الأردنية، وهيئة الطيران المدني، وشركة مناجم الفوسفات الأردنية، ومصانع الأسمنت الأردنية، ومؤسسة الائتمان الزراعي. ثم شغل مناصب وزارية مختلفة. فقد عيّن وزيراً للمالية من 1997 إلى 1998 ووزيراً للاتصالات في عام 1999. شغل منصب رئيس مجلس إدارة مؤسسة الاستثمار الأردنية من آب 2000 إلى كانون الثاني 2003.
تم تعيينه وزيراً للطاقة في حكومة سمير زيد الرفاعي في نوفمبر 2010. عيّن وزيراً للمالية في حكومة فايز الطراونة في أيار 2012، حيث حل مكان أمية طوقان وزيراً للمالية. احتفظ حافظ بمنصبه في الحكومة التي شكلها عبد الله النسور في 11 أكتوبر 2012. انتهت ولاية حافظ في 30 مارس 2013. وحل محله أمية طوقان في المنصب.